# 붉은머리청홍조
붉은머리청홍조(Red-throated parrotfinch), 또는 일환조, 붉은가슴청홍조는 뉴칼레도니아 섬에 서식하는 납부리새과의 새이다. 몸길이 12∼13cm로 십자매 크기이다. 몸 전체의 빛깔은 초록색이고 얼굴과 가슴·꽁지는 진홍색이다. 암수 같은 빛깔이나 수컷이 약간 몸이 커 보이고 빛깔도 짙다. 성질이 활발하기 때문에 애완조로 기를 시에는 안정된 사육환경이 필요하다.